# N'Savenni
N'Savenni est une commune de Mauritanie située dans le département d'Aïoun El Atrouss de la région de Hodh El Gharbi.